# Линовицька волость
Линовицька волость — адміністративно-територіальна одиниця Пирятинського повіту Полтавської губернії з центром у селі Линовиця.
Старшинами волості були:
- 1900—1904 роках селянин Пилип Іванович Свіріденко[1],[2];
- 1913—1915 роках Федот Тимофійович Курлянець[3],[4].